# Зариваха
Зарива́ха — одне з Осокорківських озер у Дарницькому районі Києва.

## Розташування
Розташоване на території садово-дачних ділянок Нижні Сади.

## Основні параметри
Озеро являє собою довгу вузьку водойму (довжина близько 2,5 км, ширина — 15-30 м), оточену з усіх боків дачними ділянками. У північній частині озеро протоками з'єднується з озером Підбірна, а у середині — з озером Яремине.